# 雨女

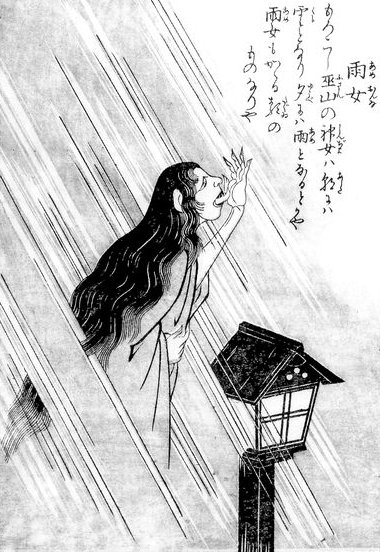
鳥山石燕『今昔百鬼拾遺』より「雨女」

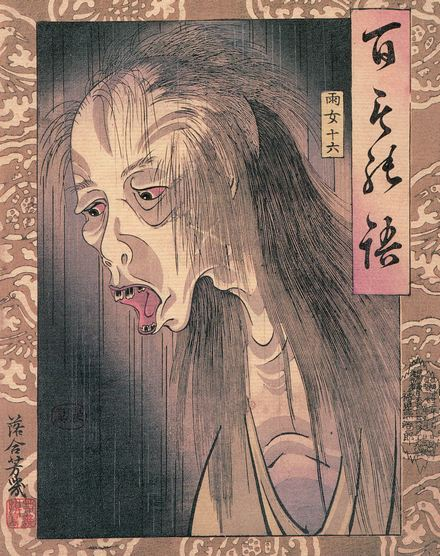
歌川芳幾画『百物語 雨女』

雨女（あめおんな）とは、雨を呼ぶとされる日本の妖怪。また、その行動が雨を呼ぶかのように思える女性もこう呼ぶ。

## 起源
鳥山石燕による妖怪画集『今昔百鬼拾遺』に「雨女」と題した画があり、解説文には「もろこし巫山の神女は 朝には雲となり 夕には雨となるとかや  雨女もかかる類のものなりや」とある。これは楚の文人・宋玉の詩『高唐賦』で、楚の懐王が夢の中の巫山の女を愛し、女が去る際に「朝には雲となり、暮れには雨となり、朝な夕な陽台の下で会いましょう」と言い残したエピソードからの引用であり、「朝雲暮雨」は男女の密やかな交情を示す故事成語である。雨にまつわる妖怪といった記述は見られず、石燕の雨女は江戸時代の吉原遊廓を風刺した創作画と指摘されている。
産んだばかりの子供を雨の日に神隠しに遭って失った女性が雨女となり、泣いている子供のもとに大きな袋を担いで現れるとの説もある。
なお、「雨を呼ぶ迷惑な妖怪」とされる事もあるが、旱魃が続いたときに雨を降らせてくれる「雨を呼び人を助ける妖怪」という神聖な「雨神」の一種とされる事もある。
長野県下伊那郡では、雨の降る夜に雨おんばという怪女が現れるといわれ、子供をさらう妖怪、雨の日に訪れる神が堕落して妖怪化したものなどの説がある。

## 個人に関わる俗信としての雨女・雨男
その女性が何か（外出や重要行事など）をしようと予定を立てると、その日は決まって雨天となる人のことを「雨女」と呼ぶ。同様の男性は雨男とよばれ、この対概念として、「晴れ女・晴れ男」がある。
なお、語構成上類似した雪男、雪女は別種の民間伝承で、空想上の存在である。これに対し、ここでいう雨女・雨男（晴れ女・晴れ男も）は、ある実在の特定の個人に対して、「～さんは雨女（雨男）だ」等と見なすような俗信である点で違いがある。

### 雨女・雨男がテーマの作品
- 石川達三：『或る雨をんなの肖像』
- 佐藤愛子：『朝雨女のうでまくり』
- 沢田ふじ子：『雨女-公事宿事件書留帳』
- 泡坂妻夫：『雨女』
- 志茂田景樹：『雨にあえぐ女』
- 高橋小夜子：『雨女～歌集～』
- LADYBUG：『雨男』
- イロクイ。：『摩天楼の雨男』
- 藤子・F・不二雄：『雨男はつらいよ』 - 漫画『ドラえもん』の内の一話。